# پاپلار کورنر (آرکانزاس)
پاپلار کورنر (به انگلیسی: Poplar Corner) یک منطقهٔ مسکونی در ایالات متحده آمریکا است که در شهرستان میسیسیپی، آرکانزاس واقع شده‌است. پاپلار کورنر ۷۲٫۸۵ متر بالاتر از سطح دریا واقع شده‌است.